# Уфэн-Туцзяский автономный уезд
Уфэн-Туцзяский автономный уезд (кит. упр. 五峰土家族自治县, пиньинь Wǔfēng Tǔjiāzú zìzhìxiàn) — автономный уезд городского округа Ичан провинции Хубэй (КНР).

## История
Долгое время на этих землях не было стандартных китайских имперских административных структур, и они управлялись местными вождями (тусы). Во времена империи Цин здесь в 1735 году был образован уезд Чанлэ (长乐县). После Синьхайской революции он был в 1914 году переименован в Уфэн (五峰县).
После образования КНР в 1949 году был создан Специальный район Ичан (宜昌专区), и уезд вошёл в его состав. В 1959 году Специальный район Ичан был расформирован, а вместо него был образован Промышленный район Иду (宜都工业区), но в 1961 году Промышленный район Иду был расформирован, и был вновь создан Специальный район Ичан. В 1970 году Специальный район Ичан был переименован в Округ Ичан (宜昌地区).
В 1984 году уезд Уфэн был преобразован в Уфэн-Туцзяский автономный уезд.
В 1992 году город Ичан и округ Ичан были объединены в городской округ Ичан.

## Административное деление
Уезд делится на 5 посёлков и 3 волости.